# Арттумпара
Арттумпара (др.-греч. Artembares) — персидский сатрап Западной Ликии, правивший в IV веке до н. э.

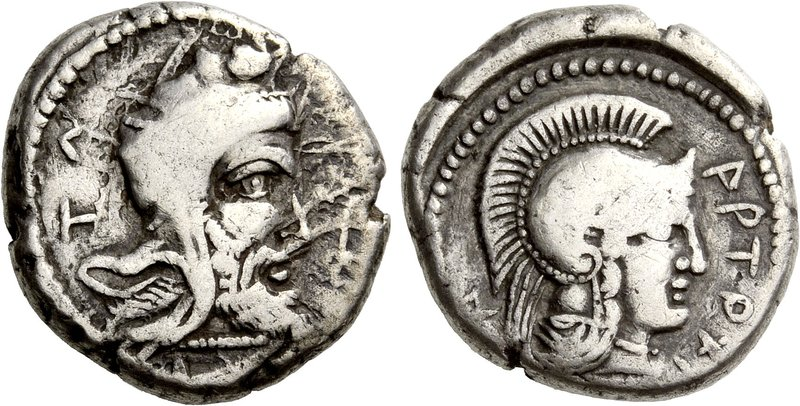
Монета с изображением Арттумпары.

## Биография
Имя Арттумпары переводится с иранского как «поддерживающий порядок».
Его имя содержится на монетах и упоминается в нескольких надписях. В одной из них Арттумпара называет себя мидянином. Также в посвящении из Лимиры сообщается о победе правителя Восточной Ликии Перикла над Арттумпарой.
После того, как сатрап Каппадокии Датам из-за интриг своих недоброжелателей при царском дворе восстал в 372 году до н. э. против центральной власти, Артаксеркс II Мемнон отдал приказ правителям соседних сатрапий подавить мятеж. Со своими войсками против Датама выступили правители Лидии Автофрадат и Арртумпара. Однако Датаму удалось нанести им поражение.